# بهیندر کلان
بهیندر کلان (به انگلیسی: Bhindar Kalan) یک روستا در پاکستان است که در ناحیه مندی بهاءالدین واقع شده‌است. بهیندر کلان ۲٬۰۰۰ نفر جمعیت دارد.